# Franz Cibulka
Franz Peter Cibulka (Fohnsdorf (Stiermarken), 23 december 1946 – 27 juni 2016) was een Oostenrijkse componist, muziekpedagoog en klarinettist.

## Levensloop
Cibulka studeerde aan de Universität für Musik und darstellende Kunst (KUG) in Graz klarinet, compositie en HaFa-directie. In 1984 kreeg hij de titel Magister artium aan de Universität für Musik und darstellende Kunst in Graz met een publicatie over Klarinettenwerke steirischer Komponisten. Hij was tot 2002 professor voor klarinet, kamermuziek en muziektheorie aan het Johann-Joseph-Fux-Conservatorium Graz en is sindsdien freelance componist. 
Als componist schreef hij intussen meer dan 300 werken voor diverse bezettingen en in verschillende stijlen. Zijn internationale doorbraak als componist kreeg hij, toen zijn werken op de Conference van de World Association for Symphonic Bands and Ensembles (W.A.S.B.E.) in 1997 in Schladming uitgevoerd werden. Hij werd intussen door Australië, de Verenigde Staten, Rusland en vele Europese landen als componist, dirigent en docent uitgenodigd. 

## Composities

### Werken voor orkest
- 1980 · Konzert für 2 Klarinetten, voor twee klarinetten en orkest
- 2004 · Suite für Orchester
- 2006 · Flutecarin, concertino voor dwarsfluit en orkest
- Capriccio, voor altsaxofoon en orkest
- Der blaue Planet, (2e versie) voor gemengd koor, symfonisch orkest, accordeon, 1-4 sprekers, dwarsfluit, piano, vibrafoon en keyboard
- Edelstahl
- Exitus
- Graz, 5 Klangbilder, voor sopraan, spreker 1-2, piano, accordeon en orkest
- Ikarus, der Flug zur Sonne
- Impressionen für Orchester
- Konzert für Gitarre, voor gitaar en orkest
- Konzert für Klarinette, voor klarinet en orkest
- Konzert für Klavier, voor piano en orkest
- Konzert für Saxophonquartett, voor saxofoonkwartet en orkest
- Konzert für Schlagzeug, voor slagwerk solo en orkest (samen met: Igor Lesnik)
- Konzert für Posaune, voor trombone en orkest
- Konzert für Tuba, voor tuba en orkest
- La Chiappa, Korsische Impressionen, voor orkest
- Obdach, Rhapsodie Nr. 2, voor trombone en orkest
- Philharmonische Fanfare, voor orkest

### Werken voor harmonieorkest

#### Concert voor solo-instrument(en) en harmonieorkest
- 2003 · Concert, voor twee klarinetten en harmonieorkest
- Concert, voor cello en harmonieorkest
- Concert, voor klarinet en harmonieorkest
- Concert Nr. 2, voor klarinet en harmonieorkest
- Concert, voor saxofoonkwartet en harmonieorkest
- Concert, voor slagwerk en harmonieorkest
- Concert, voor twee gitaren en harmonieorkest
- Concert, voor twee klarinetten en harmonieorkest
- Concert, voor tuba en harmonieorkest
- Concert, voor tubakwartet en harmonieorkest
- Concertino, voor trombone en harmonieorkest

#### Andere werken voor harmonieorkest
- 2006 · Patefactio (opdracht van de Mid Europe Schladming voor de opening van de Mid Europe 2006)
- 2007 · Australia, concerto grosso in vier bewegingen voor dwarsfluit-kwartet, klarinetkwartet, koperkwintet, marimba, slagwerk en harmonieorkest
- Adventtrilogie
- Alkonova
- Aquarius, voor twee sprekers, geluidsband en harmonieorkest
- Austria, feestmuziek voor eenstemmig koor en harmonieorkest - tekst: Mathilde Jurtschitsch (Hymnus ter gelegenheid van de staats-feestelijkheden in 2005)
- Borckensteinmarsch
- Clarinova, voor twee klarinetten solo, bassethoorn solo, basklarinet solo en harmonieorkest
- Colorido Español
- Congress
- Continuum II
- Curriculum, voor solo-flügelhoorn en harmonieorkest
- Das Kreuz in der Nuss
- Der blaue Planet, (1e versie) voor gemengd koor, strijkers, accordeon, Big Band, harmonieorkest, spreker, dwarsfluit, vibrafoon en piano
- Eisenerzer Festmusik
- Eisenwurzen-Rhapsodie, voor gemengd koor, harmonieorkest, cello, piano, bariton en geluidsband
- Eiszeit, voor twee sprekers en harmonieorkest
- European Paper
- Festliche Impressionen
- Festlicher Marsch
- Flutecarin, voor dwarsfluit en harmonieorkest
- Innerberger Intrade
- Intrada Austriaca, feestmuziek  (onderscheiden door de Österreichischer Blasmusik-Verband (ÖBV))
- Intrade
- La Chiappa - Korsische Impressionen, voor harmonieorkest
- Made in Styria
- Marcia Cartiera
- Mozartimento
- Mythos Erz und Eisen, voor gemengd koor, strijkers, harmonieorkest, spreker, mezzosopraan, geluidsband en Big Band
- Obdach - Rhapsodie Nr. 2, voor trombone en harmonieorkest
- Octogesimo, suite
- Rhapsodie Nr. 1
- Relaxionen
- Rustikale Suite, in drie bewegingen voor zang, piano, accordeon en harmonieorkest
- Spanische Impressionen, voor solo trompet en harmonieorkest
- St. Mareiner Krönungsmarsch
- Styria, feestelijke intrade
- Suite Montreux
- Three American Songs
  1. Over The Rainbow
  2. Moonnriver
  3. Its Time Goes Be
- Tonna Müllodia
- Tricondo, (verplicht werk voor het jeugdconcours van de CISM in 2006)
- Trumpet Emotions
- Über nacht Unter Tage - Der Bergbau im Wandel der Zeit
- Über Und Unter Tage, impressie in een mijn in vier bewegingen
- Utopia, sprookje op het zoek naar het geluk
- Vom Zirbitz in der grünen Mark
- Wege zur Kraft, voor gemengd koor, harmonieorkest en strijkers
- Weinleseintrade
- Wjatka, Russische symfonische schetsen in drie bewegingen
- Wo I geh und steh, voor twee sprekers en harmonieorkest
- Xenoraks, voor jeugd-harmonieorkest

### Missen
- 2006 · Bergbaumesse, voor gemengd koor en harmonieorkest
- Weihnachtsmesse (kerstmis), voor gemengd koor en harmonieorkest

### Werken voor koren
- Sonnenfeuer, voor gemengd koor en harmonieorkest
- Feuer und Flamme, voor gemengd koor, geluidsband, spreker en harmonieorkest

### Kamermuziek
- 1978 · Brassquintett Nr. 1
- 1990 · Don Bosco Fanfare, voor 3 trompetten, 3 trombones, tuba en pauken
- 1996 · Brassquintett Nr. 4
- 2000 · Eisenerz 2000, voor 4 trompetten, 3 trombones, hoorn en tuba
- Ballade, voor 4 trompetten, 4 hoorns, 4 trombones, tuba, pauken en slagwerk
- Brassimpressionen, voor koperkwintet
- Brassquintett Nr. 2
- Brassquintett Nr. 3
- Fanfare und Intrade, voor 3 trompetten, 3 trombones en tuba
- Innerberger Aerophonic, voor 3 trompetten, hoorn, 4 trombones en tuba

### Werken voor orgel
- Concert, voor slagwerk, orgel en orkest
- Divertimento für Orgel, voor koperkwintet, en slagwerk (drie pauken, vibrafoon, 2 bongo's, 5 temple-bloks, 3 bekkens, kleine trom, grote trom, 3 roto-toms) en orgel
- Für drei Groschen, voor altsaxofoon, marimba en orgel
- Garuda, fantasia Indonesia voor altsaxofoon, marimba en orgel
- Jekyll & Hyde, voor orgel en slagwerk

### Werken voor slagwerk
- Suite Nr. 9, voor drumset, marimba en vibrafoon
- Xylophonia, voor xylofoon, harmonieorkest, gemengd koor en sprekcer